# Baumhaus an der Mauer
La Baumhaus an der Mauer è una casetta a due piani realizzata con materiali di scarto dall'immigrato turco Osman Kalin a Berlino; questo piccolo edificio si trova all'interno di una sorta di spartitraffico triangolare a Bethaniendamm, nel quartiere di Kreuzberg. Non si tratta di una casa sull'albero ma più precisamente di una casa costruita intorno a due alberi all'interno di un piccolo giardino.
Durante la costruzione del Muro di Berlino, che portò alla divisione della città, la casetta si trovava nella terra di nessuno, solo successivamente fu riconosciuta dal distretto di Friedrichshain-Kreuzberg, sebbene fosse stata edificata senza permesso edilizio né contratto di locazione in un'area pubblica. Grazie alla sua storia e alla sua collocazione atipica nel paesaggio urbano, è oggi considerata un'attrazione turistica della città.

## L'utilizzo durante la divisione della città
Nel 1963 Osman Kalin emigrò da Yozgat, città dell'Anatolia Centrale, verso l'Austria dove visse per cinque anni. Successivamente lavorò a Stoccarda e Mannheim. Nel 1980 si trasferì a Berlino, prima nel quartiere di Spandau e più tardi in quello di Kreuzberg, insieme alla moglie Hatice e i figli. Il terreno di circa 350 m², dove oggi è situata la casetta, era proprio sulla linea di confine con il muro. Questa zona triangolare apparteneva effettivamente a Berlino est, però si trovava illegalmente sulla parte ovest della città per motivi economici, poiché non veniva utilizzata da nessuna delle due parti. Nel 1983 Kalin, ormai in pensione e padre di sei figli, iniziò a ripulire l'area e creò un piccolo orto. In un primo momento costruì una casetta a un piano, poco più bassa del Muro. I soldati della DDR del reggimento di confine n.33, dopo aver effettuato un sopralluogo, gli vietarono di costruirne una più alta poiché c'era il sospetto che Kalin si servisse di quello spazio per creare una via di fuga. Per continuare a occupare la zona ottenne un permesso dal comitato della SED (Partito Socialista Unificato di Germania) e condivise il giardino con un'altra famiglia turca.

## Lo sviluppo dopo la caduta del muro
Dopo la caduta del Muro Kalin ampliò il giardino verso est edificando una struttura di due piani con fondamenta di calcestruzzo su una superficie di circa 80 m², non essendo più vincolato all'obbligo verso la DDR, e gli diede l'indirizzo postale immaginario “Bethaniendamm n.0, Berlino 10997”
Dopo la caduta del Muro il giardino ricadeva sotto l'amministrazione del Distretto di Mitte, che nell'ottica di risanamento del canale di Luisenstadt volle procedere contro “l'utilizzo illegale” dell'area intimando a Kalin di sgomberare. Egli però si rifiutò di cedere il terreno e fu appoggiato dai residenti, dall'ufficio distrettuale di Kreuzberg e dal parroco dell'adiacente chiesa di St. Thomas. Inoltre essi raccolsero fondi per il risanamento definitivo del giardino tra Engelbeck e Köpenicker Straße. Il 16 luglio 2004 si passò di conseguenza a una rettificazione dei confini del territorio, che venne incorporato nel distretto di Friedrichshain-Kreuzberg, e Kalin ottenne un permesso speciale per l'occupazione dell'area.
Il terreno non era inizialmente collegato né alla rete di distribuzione dell'energia elettrica né alla rete idrica. Per provvedere all'irrigazione delle aiuole veniva utilizzata prevalentemente acqua piovana. Negli anni 1991 e 2003 la casa fu distrutta da incendi e poi subito ricostruita.
Dopo che Osman Kalin interruppe le sue attività nella casa per motivi di salute, il suo posto nella gestione del sito è stato preso dal figlio Mehmet Kalin, che si occupa di curare il giardino e delle relazioni con i turisti.